# Hans Rüdiger (Pastor)
Hans Rüdiger (* 1. April 1878 in Hinrichshagen; † 21. März 1947 in Schönberg (Mecklenburg)) war ein deutscher evangelisch-lutherischer Geistlicher und Autor von geistlichen Spielen.

## Leben und Wirken
Hans Rüdiger war der Sohn des Hinrichshagener Pastors Johannes August Rüdiger und seiner später als Schriftstellerin bekannten Frau Minna, geb. Waack. Er wurde nach Lübeck zu Verwandten in Pension gegeben und besuchte das Katharineum zu Lübeck, das er 1899 mit dem Abitur abschloss. An den Universitäten Tübingen, Berlin und Rostock studierte er evangelische Theologie. Von 1903 bis 1905 war er Hilfsprediger in Wesenberg und unterrichtete anschließend als Lehrer an der Höheren Töchterschule in Neustrelitz. 1907 wurde er zum Pastor in Prillwitz berufen und 1910 zum Hauptpastor der Laurentiuskirche in Schönberg (Mecklenburg).
Vor allem in den 1920er Jahren veröffentlichte er zahlreiche Entwürfe für Krippenspiele, aber auch Osterspiele und andere Stücke für die kirchliche Kinder- und Jugendarbeit. Daneben verfasste er lokalgeschichtliche Aufsätze.

## Werke
- Die nicht wiederkehrten : zum Gedächtnis an die im Weltkrieg 1914–1918 gefallenen Helden des Kirchspiels Schönberg der Gemeinde gewidmet. Schönber : (Lehmann & Bernhard) 1921
- Bethlehem: 2 Krippenspiele für den Kindergottesdienst. Schwerin: Bahn 1925
- Frühling im Osterlicht: zwei Aufführungen für den Kindergottesdienst. Schwerin: Bahn 1925
- Krippenspiele. 3. Auflage. Schwerin: Bahn 1926, 4 Hefte:

1. Die Hirten.
2. Ein Weihnachtstraum.
3. Weissagung und Erfüllung.
4. Das Suchen und Sehnen nach Frieden.

- Der Herr ist auferstanden! Ein Osterspiel für den Kindergottesdienst. Schwerin: Bahn 1926
- Das Wort sie sollen lassen stahn! Ein Reformationsspiel für den Kindergottesdienst und Jugendverein. Schwerin: Bahn 1926
- Es ist ein Ros' entsprungen : Krippenspiel (Weihnachtsfeier in der Kirche). 2. Auflage. Schwerin: Bahn, [um 1928]
- Friede auf Erden : ein Weihnachtsspiel zur Aufführung im Saal. Schwerin: Bahn [um 1928]
- Erzählungen. Schwerin: Bahn 1933–1937 (17 Hefte)
- Das Gespenst auf dem Kirchhof : eine wahre Geschichte, die gruselig anfängt ... 2. Auflage. – Schwerin: Bahn, [1933]